# If You Want Blood You've Got It
| 평가 점수                     | 평가 점수 |
| 출처                          | 점수      |
| ----------------------------- | --------- |
| AllMusic                      | [ 1 ]     |
| Blender                       | [ 2 ]     |
| The Rolling Stone Album Guide | [ 3 ]     |
| Spin Alternative Record Guide | 5/10      |
| Encyclopedia of Popular Music | [ 5 ]     |

《If You Want Blood You've Got It》(《If You Want Blood》라고 쓰여져 있음)는 호주의 하드 록 밴드 AC/DC의 첫 라이브 음반으로, 원래 1978년 10월 13일, 영국과 유럽에서, 1978년 11월 21일, 미국, 1978년 11월 27일, 호주에서 발매되었다. 이 음반은 1994년 앳코 레코드에서, 2003년에는 AC/DC 리마스터즈 시리즈의 일부로 다시 발매되었다.

## 배경
이 음반은 밴드의 이전 스튜디오 음반인 《Powerage》 이후 6개월 만에 발매되었다. 원래 최고의 히트상품은 《12 of the Best》라고 불리는 작품들에 있었지만, 라이브 음반을 위해 이 프로젝트는 폐기되었다. 1978년 《Powerage》 투어 중에 녹음되었으며 《T.N.T.》, 《Dirty Deeds Done Dirt Cheap》, 《Let There Be Rock》, 그리고 《Powerage》의 곡들이 수록되어 있다. 이 음반은 해리 반다와 조지 영이 프로듀싱한 마지막 본 스콧 시대의 AC/DC 음반으로, 밴드의 첫 5개의 스튜디오 음반을 프로듀싱하기도 했다. 1994년 본 스콧의 회고록 《Highway to Hell》에서 작가 클린턴 워커는 "라이브 음반은 스튜디오 버전이 짧은 곡들이 확장 지루함으로 확장되는 이중 또는 삼중 세트인 경향이 있었는데, 어떤 이유에서인지 70년대에 인기가 있었습니다. 《If You Want Blood》는 이 전통을 뒤바꾸었습니다... 무딘 10트랙을 자랑했고, 전혀 불필요한 것이 없었으며, AC/DC 로큰롤이 맹위를 떨치고 있다는 것을 바로 알아냈습니다."
1978년 4월 30일 스코틀랜드 글래스고의 아폴로 극장에서 열린 AC/DC 콘서트는 라이브 트랙에 사용되었으며, 이 투어의 다른 콘서트 트랙도 사용되었는지는 확인되지 않았다. 이 콘서트는 AC/DC가 스코틀랜드 풋볼 스트립 차림으로 무대에 다시 올라 스콧과 영 형제의 조국에 경의를 표하면서 앙코르로 기억될 것이다. 다음 음반에는 〈If You Want Blood (You've Got It)〉라는 동명의 노래가 등장했고, 밴드의 미국 음반 차트인 《Highway to Hell》이 돌파했다.

## 콘서트 장면
글래스고 콘서트 전체가 촬영되었지만 전체 영상은 공개된 적이 없다. 결국, 2005년에 발매된 DVD 《Family Jewels》에서 〈Riff Raff〉와 〈Fling Thing/Rocker〉 코너를 이용할 수 있게 되었다. 또한 《Family Jewels》 쇼에서 〈Rock 'n' Roll Damnation〉 스튜디오 버전 오디오 트랙 홍보 클립을 사용하여 비디오 영상이 사용되었다. 2007년 발매된 DVD 《Plug Me In》에서 〈Bad Boy Boogie〉는 《Plug Me In》의 3디스크에 수록되었다.

## 곡 목록
모든 곡들은 앵거스 영과 맬컴 영 그리고 본 스콧이 작사/작곡하였다.
| #  | 제목                             | 재생 시간 |
| -- | -------------------------------- | --------- |
| 1. | 〈Riff Raff〉                    | 5:59      |
| 2. | 〈Hell Ain't a Bad Place to Be〉 | 4:10      |
| 3. | 〈Bad Boy Boogie〉               | 7:29      |
| 4. | 〈The Jack〉                     | 5:48      |
| 5. | 〈Problem Child〉                | 4:40      |

| #   | 제목                        | 재생 시간 |
| --- | --------------------------- | --------- |
| 6.  | 〈Whole Lotta Rosie〉       | 4:05      |
| 7.  | 〈Rock 'n' Roll Damnation〉 | 3:41      |
| 8.  | 〈High Voltage〉            | 5:05      |
| 9.  | 〈Let There Be Rock〉       | 8:33      |
| 10. | 〈Rocker〉                  | 3:24      |

## 인증
| 국가                                                  | 인증        | 판매량/출하량 |
| ----------------------------------------------------- | ----------- | ------------- |
| 오스트레일리아 (ARIA)                                 | 3× 플래티넘 | 210,000^      |
| 프랑스 (SNEP)                                         | 골드        | 100,000*      |
| 독일 (BVMI)                                           | 플래티넘    | 500,000^      |
| 스페인 (PROMUSICAE)                                   | 골드        | 50,000^       |
| 스위스 (IFPI 스위스)                                  | 골드        | 25,000^       |
| 영국 (BPI)                                            | 골드        | 100,000^      |
| 미국 (RIAA)                                           | 플래티넘    | 1,000,000^    |
| *판매량을 기반으로 한 인증 ^출하량을 기반으로 한 인증 |             |               |